# جورج إدموندسون
جورج إدموندسون (بالإنجليزية: George Edmondson)‏ هو لاعب كرة قاعدة أمريكي، ولد في 18 مايو 1896، وتوفي في 11 يوليو 1973.

## وصلات خارجية
- جورج إدموندسون على موقعبيزبول رفرنس.كوم (الدوري الرئيسي) (الإنجليزية)
- جورج إدموندسون على موقعبيزبول رفرنس.كوم (الدوري الثانوي) (الإنجليزية)